# Apamea purpurisata
Apamea purpurisata là một loài bướm đêm trong họ Noctuidae.